# Callum Smith (bokser)
Callum Smith (ur. 23 kwietnia 1990 w Liverpoolu) – brytyjski pięściarz, były mistrz świata WBA Super w wadze super średniej, a także posiadacz tytułu magazynu "The Ring". Zwycięzca turnieju World Boxing Super Series.

## Kariera
Jako amator dwukrotnie zdobywał tytuł mistrza Wielkiej Brytanii - w 2010 roku w wadze półśredniej, a w 2011 w kategorii średniej. Na zawodowstwo przeszedł 17 listopada 2012 roku, pokonując w Nottingham w swojej pierwszej walce wśród profesjonalistów na punkty Dana Blackwella (2-14).
Swój pierwszy zawodowy tytuł, pas mistrza Wielkiej Brytanii wagi super średniej wywalczył w ósmej zawodowej walce, pokonując 21 września 2013 roku przez TKO w pierwszej rundzie Patricka Mendy'ego (14-6-1).
26 czerwca 2015 roku w rodzinnym Liverpoolu pokonał na punkty (118-110, 118-110, 120-107) Christophera Rebrasse (23-3--3), dzięki czemu zdobył pas WBC Silver kategorii super średniej.
7 listopada 2015 roku w Liverpoolu znokautował już w pierwszej rundzie Rocky'ego Fieldina (21-0), dzięki czemu po raz pierwszy obronił pas WBC Silver.

## Turniej World Boxing Super Series
Po dwudziestu dwóch zwycięstwach z rzędu został zaproszony do udziału w prestiżowym turnieju World Boxing Super Series. Jego rywalem w ćwierćfinale tej imprezy był 16 września 2017 roku w Liverpoolu Szwed Erik Skoglund (26-1, 12 KO). Wygrał tę walkę jednogłośnie na punkty (116-112, 117-111, 118-110) i awansował do półfinału.
W walce półfinałowej, 24 lutego 2018 roku miał się zmierzyć w Norymberdze z reprezentantem Niemiec Jürgenem Brahmerem (49-3, 35 KO), jednak Niemiec wycofał się z tej walki z powodu kontuzji. Ostatecznie w zastępstwie spotkał się w ringu z Holendrem Nieky Holzekenem (13-1, 10 KO), którego pokonał jednogłośnie na punkty (117-111, 118-110, 117-111).
28 września 2018 roku w Dżudzie w Arabii Saudyjskiej w finale turnieju spotkał się w ringu ze swoim rodakiem George’em Grovesem (28-3, 20 KO). Wygrał ten pojedynek przez nokaut w siódmej rundzie. Do momentu przerwania walki sędziowie punktowali ją 57-57, 59-55 na jego korzyść, oraz 55-59 na korzyść jego rywala.
20 grudnia 2020 w San Antonio przegrał na punty 111:117 i dwukrotnie 109:119 z Saúlem Álvarezem (53-1-2, 36 KO), tracąc mistrzostwo świata federacji WBA i WBC kategorii super średniej.

### Walka o mistrzowskie pasy WBC, WBO i IBF w wadze półciężkiej
13 stycznia 2024 roku w Quebecu przegrał z Arturem Beterbijewem (20-0, 20 KO) przez TKO w 7. rundzie walkę o mistrzowskie pasy federacji WBC, WBO i IBF w wadze półciężkiej.